# Seilgewichtsausgleich
Als Seilgewichtsausgleich, Seilausgleich oder einfach nur Gewichtsausgleich bezeichnet man in der Schachtfördertechnik und im Aufzugbau Vorkehrungen und Konstruktionen, die dazu dienen, das Totgewicht des überhängenden Förderseiles zu minimieren oder möglichst auszugleichen. Der Seilausgleich führt neben der besseren Massenverteilung auf die Oberseile auch zum Ausgleich von Schwingungen. Insbesondere bei Teufen über 500 Metern ist ein Seilgewichtsausgleich aus technischen Gründen zwingend erforderlich.

## Grundlagen
Mit zunehmender Teufe wird auch das Gewicht des im Schacht hängenden Oberseiles immer größer. Dies führt bei tieferen Schächten dazu, dass das Seilgewicht genauso schwer ist wie die Last selber. Das überhängende Seil wirkt sich hemmend auf die Anfahrt der Fördermaschine aus. Somit erfordert das große Seilgewicht bei tieferen Schächten eine stärkere Fördermaschine als es für die Nutzlast erforderlich ist. Des Weiteren schafft das Seilübergewicht des niedergehenden Fördergutträgers gegen Ende des Treibens Triebkräfte, welche durch die Maschine schlecht beherrscht werden können. Beim Auslauf des Treibens treibt die niedergehende Last die Maschine weiter an. Bei Doppelförderungen kann dies dazu führen, dass das hochgehende Gefäß übertreibt. Das niedergehende Gefäß kann dabei unten scharf aufsetzen. Dadurch wird die Schachtförderung gefährdet und verlangsamt. Insbesondere bei der Seilfahrt kann es hierdurch zu schweren Unfällen kommen. Um die Nachteile zu eliminieren, ist es erforderlich, das Seilübergewicht durch geeignete Maßnahmen möglichst auszugleichen.

## Maßnahmen
Um das Seilgewicht auszugleichen, gibt es verschiedene Methoden. Eine mögliche Variante, das Seilgewicht auszugleichen, ist die Verwendung von auf schrägen Bahnen geführten Ausgleichsgewichten. Des Weiteren gibt es die Möglichkeit, frei hängende Ausgleichselemente wie z. B. Ketten, Seile oder Untergurte zu verwenden. Letztendlich gibt es noch die Möglichkeit, den Seilträger so zu konstruieren, dass er aufgrund seiner Bauweise das Seilgewicht ausgleicht.

### Ausgleichsgewichte
Bei dieser Maßnahme verwendet man Gewichte, die mit Rädern ausgestattet sind. Die Ausgleichsgewichte, die auch als Ausgleichshund bezeichnet werden, sind über ein entsprechend langes Seil mit dem Seilkorb verbunden. Auf der Seilkorbwelle befindet sich für dieses Seil eine separate Trommel, auf die das Seil gegenläufig auf- oder abgewickelt wird. Das Ausgleichsgewicht wird auf einer entsprechend langen, geneigten Bahn mittels der Räder rauf- oder runtergerollt. Allerdings hat sich diese Methode in der Praxis nicht bewährt, außerdem ist die Herstellung der geneigten Bahn oftmals sehr kostspielig.

### Ausgleichsketten
Der Seilausgleich mittels Ketten ist eine Methode, die bereits um 1860 im englischen Bergbau sehr verbreitet war. Hierfür wird unter jeden Fördergutträger eine Kette gehängt. Beide Ketten sind genauso lang, wie der Schacht tief ist. Zudem wiegt jede Kette pro Längeneinheit genauso viel, wie das Oberseil je Längeneinheit wiegt. Dadurch kann der völlige Seilgewichtsausgleich erzielt werden. Bei dem oben an der Hängebank befindlichen Fördergefäß hängt die Kette frei im Schacht. Bei dem am unteren Anschlag befindlichen Gefäß liegt die Kette im Schachtsumpf weitestgehend auf dem Liegenden auf. Wenn der obere Korb nach unten treibt legt sich die unter ihm hängende Kette sukzessive auf das Liegende auf und unter dem Fördergefäß hängt somit eine immer kürzere Kette. Gleichzeitig wird am anderen Fördergefäß die Kette angehoben und somit hängt unter diesem sukzessive eine immer länger werdende Kette. Allerdings kann es zu Störungen kommen wenn sich die einzelnen Kettenglieder miteinander verschlingen und plötzlich sich wieder lösen. Zudem wird die Fördermaschine stärker belastet. Nachteilig ist auch die starke Geräuschentwicklung durch die Ketten, sodass diese Methode im Aufzugbau wenig geeignet ist. Im Bergbau konnte diese Methode nur bei geringeren Teufen verwendet werden und wurde später durch die Verwendung von Unterseilen ersetzt.

### Unterseile
Diese Methode des Seilgewichtsausgleichs mittels Unterseil ist sehr verbreitet. Sie ähnelt dem Prinzip der Ausgleichsketten und wurde erstmalig von Lemielle im Jahr 1862 und drei Jahre später auch von Jarolimek vorgeschlagen. Die Methode wird im Bergbau bei der Treibscheibenförderung angewendet. Um das Seilgewicht des im Schacht hängenden Oberseils zu kompensieren, wird hierbei ein Seil unter die Fördergutträger gehängt. Insbesondere bei Hauptschacht Förderungen ist die Verwendung von Unterseilen unerlässlich, damit es nicht aufgrund der unterschiedlichen Seilspannungen zum Seilrutsch kommt. Um einen kompletten Ausgleich des Seilgewichtes zu erreichen muss das Unterseil das gleiche Metergewicht wie das Oberseil haben. In der Regel werden als Unterseil Flachseile verwendet, da sie drallfrei sind und sich gut biegen lassen. Aus Kostengründen kommen aber auch abgelegte Oberseile zum Einsatz. Die Enden der Unterseile werden meistens am Boden der beiden Fördergefäße befestigt. Es gab aber auch durchgängige Seile, die durch die einzelnen Etagen des Förderkorbes durch die Korbmitte geführt und mittels einer Seilklemme zusammengehalten wurden. Damit sich die beiden Seilabschnitte nicht verdrehen oder zusammenschlagen können, wird das Unterseil im Schachtsumpf um ein Buchtholz geführt. Anstelle dieses Verfahrens gibt es auch Anlagen, bei denen das Unterseil um eine Rolle geführt wird. Für tonnlägige Schächte ist diese Methode des Seilgewichtsausgleichs nicht geeignet, da das Unterseil an der Schachtwand aufliegt und nicht frei hängen kann.

### Untergurte
Diese Methode des Seilausgleichs ist eine speziell für den Aufzugbau entwickelte Methode, bei dem der Untergurt stufenlos auf das Gewicht des Oberseils eingestellt werden kann.

### Konstruktionsbedingter Gewichtsausgleich
Bestimmte Seilträger lassen sich durch konstruktive Maßnahmen dahingehend verändern, dass durch ihre Konstruktionsweise ein Seilgewichtsausgleich erzielt werden kann. So erreichen Bobinen aufgrund ihrer Konstruktion bereits einen annähernden Seilgewichtsausgleich. Letztendlich kann bei Bobinen ein teilweiser Gewichtsausgleich auch durch verjüngte Bandseile erfolgen. Einen teilweisen Seilausgleich kann man auch durch konische Seiltrommeln erreichen. Allerdings sind hierbei die Möglichkeiten aus technischen Gründen stark begrenzt.